# Ewa Bukojemska
Ewa Bukojemska   (18 de setembre de 1949) és una pianista, pedagoga polonesa, professora i cap de llarga trajectòria del Departament de Piano de l'Acadèmia de Música de Cracòvia.

## Biografia
Es va graduar a l'Acadèmia de Música de Cracòvia sota la supervisió del professor Stefański. Com a becària del govern francès, va estudiar a París amb Nadia Boulanger i Vlado Perlemuter. Va impartir classes de piano i classes magistrals al Conservatori Americà de Fontainebleau (1975, 1976, 1977), Buenos Aires (1991), Alemanya (Buckow 1993), Mèxic (1994).
El 1970, va participar en el vuitè Concurs Internacional de Piano. Frederic Chopin a Varsòvia. El 1971 va rebre el 2n premi (no es va atorgar el 1r premi) al Concurs Internacional de Música Maria Canals a Barcelona (ex aequo amb Yves Noack de França). També és guardonada amb el "Llorer dels amants de la música de Cracòvia" (1970) i el Lili Boulanger (París 1975).
Va fer enregistraments per a la ràdio i la televisió poloneses i, als anys setanta, va gravar un CD per a Polskie Nagrania amb Kaja Danczowska. El 1995 va enregistrar un conjunt complet de 21 nocturns de F. Chopin per a la ràdio polonesa. Ha actuat amb molts directors famosos, com Krzysztof Missona, Jerzy Katlewicz, Andrzej Markowski, Karol Teutsch, Kazimierz Kord, Tadeusz Strugała, Antoni Wit, Stanisław Gałoński, Jerzy Salwarowski, Tomasz Bugaj, Marek Pijarowski. Va col·laborar com a editora amb PWM Edition a l'edició font de l'obra completa de Karol Szymanowski. És membre de SPAM, Towarzystwo im. F. Chopin, la Societat de K. Szymanowski, la branca polonesa de l'Associació Europea de Professors de Pianistes.
El 24 de febrer de 2011, Bogdan Zdrojewski, ministre de Cultura i Patrimoni Nacional, va rebre la Medalla de Plata al Mèrit a la Cultura - Gloria Artis.
En la seva carrera com a professora compta amb molts alumnes, entre ells el seu compatriota Marek Szlezer.